# El Aguacate, Santiago Amoltepec
El Aguacate är en ort i Mexiko.   Den ligger i kommunen Santiago Amoltepec och delstaten Oaxaca, i den sydöstra delen av landet, 400 km sydost om huvudstaden Mexico City. El Aguacate ligger 681 meter över havet och antalet invånare är 141.
Terrängen runt El Aguacate är bergig österut, men västerut är den kuperad. Runt El Aguacate är det ganska glesbefolkat, med 43 invånare per kvadratkilometer. Närmaste större samhälle är Llano Nuevo, 5,1 km öster om El Aguacate. I omgivningarna runt El Aguacate växer huvudsakligen savannskog.